# Place Sant Jaume
Place Saint-Jacques
Pour les articles homonymes, voir Place Saint-Jacques.
La place Sant Jaume,,, ou Saint-Jacques,,, (en catalan : plaça de Sant Jaume ; en espagnol : plaza de San Jaime) est une place qui constitue le cœur administratif et politique de la ville de Barcelone, en Espagne.

## Histoire
La place est construite à l'emplacement où se trouvaient le cardo (actuel Carrer de la Llibreteria, « rue de la Librairie ») et le decumanus (actuel Carrer del Bisbe, « rue de l'Évêque »), voies principales de la colonie romaine de Barcino. Au croisement de ces deux voies se trouvaient le forum romain et le temple d'Auguste de Barcino à la cime du mont Taber. Quatre colonnes sont conservées rue Paradis.
Le nom actuel fait référence à l'ancienne église Saint-Jacques, d'époque médiévale, démolie en 1823. La rue Ferran est ouverte en 1826. La nouvelle place réaménagée est inaugurée en 1840 et est alors rebaptisée « place de la Constitution » en l'honneur de la constitution espagnole de 1837. Elle porte ensuite le nom de « place de la République » sous la Seconde République espagnole, entre 1931 et 1939.

## Monuments
Le palais de la Généralité, au nord-ouest, et la mairie de Barcelone, au sud-est, se font face sur cette place.

## Transports
La station du métro la plus proche est Jaume I, sur la ligne 4, située à l'est.

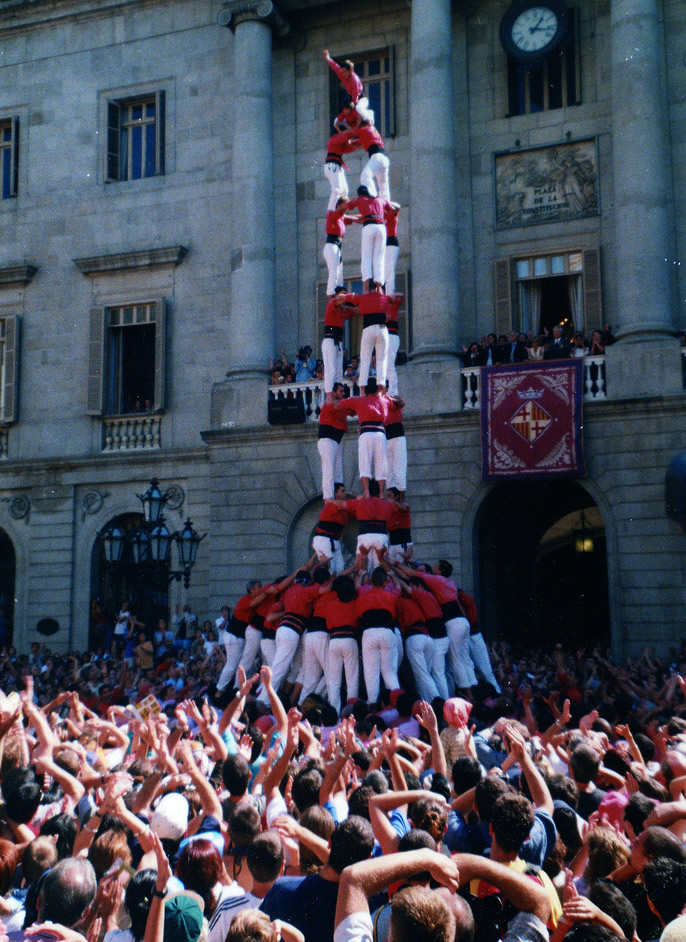
Castells sur la place Sant Jaume